# Kościół św. Marii Magdaleny w Tuchowiczu
Kościół świętej Marii Magdaleny – rzymskokatolicki kościół parafialny należący do dekanatu Łuków II diecezji siedleckiej.
Obecny świątynia murowana w stylu neoromańskim została wybudowana w latach 1876-1880, dzięki staraniom księdza Adama Byszewskiego, konsekrował ją w 1900 roku biskup Franciszek Jaczewski.
Kościół został zaprojektowany przez inżyniera Girszwelda i jest pokryty blachą.
W świątyni znajdują się organy 14-głosowe wybudowane w 1851 roku przez wrocławskiego organmistrza Moritza Roberta Müllera dla kościoła św. Aleksandra w Warszawie. Do Tuchowicza zostały przeniesione po 1888 roku a przed 1892 rokiem, zamontowane zostały w 1889 roku przez warszawskiego organmistrza Kazimierza Potulskiego.